# 法院道
法院道（英語：Supreme Court Road）是位於香港金鐘的一條街道，與正義道及金鐘道形成像三角形的土地，名稱來自其旁邊的最高法院（Supreme Court）。1997年，香港主權移交後，最高法院更名為高等法院，英文名稱改為「High Court」，但法院道的英文名稱仍維持不變。

## 沿途
- 英國文化協會
- 英國駐香港總領事館
- 港島香格里拉大酒店
- 香港公園

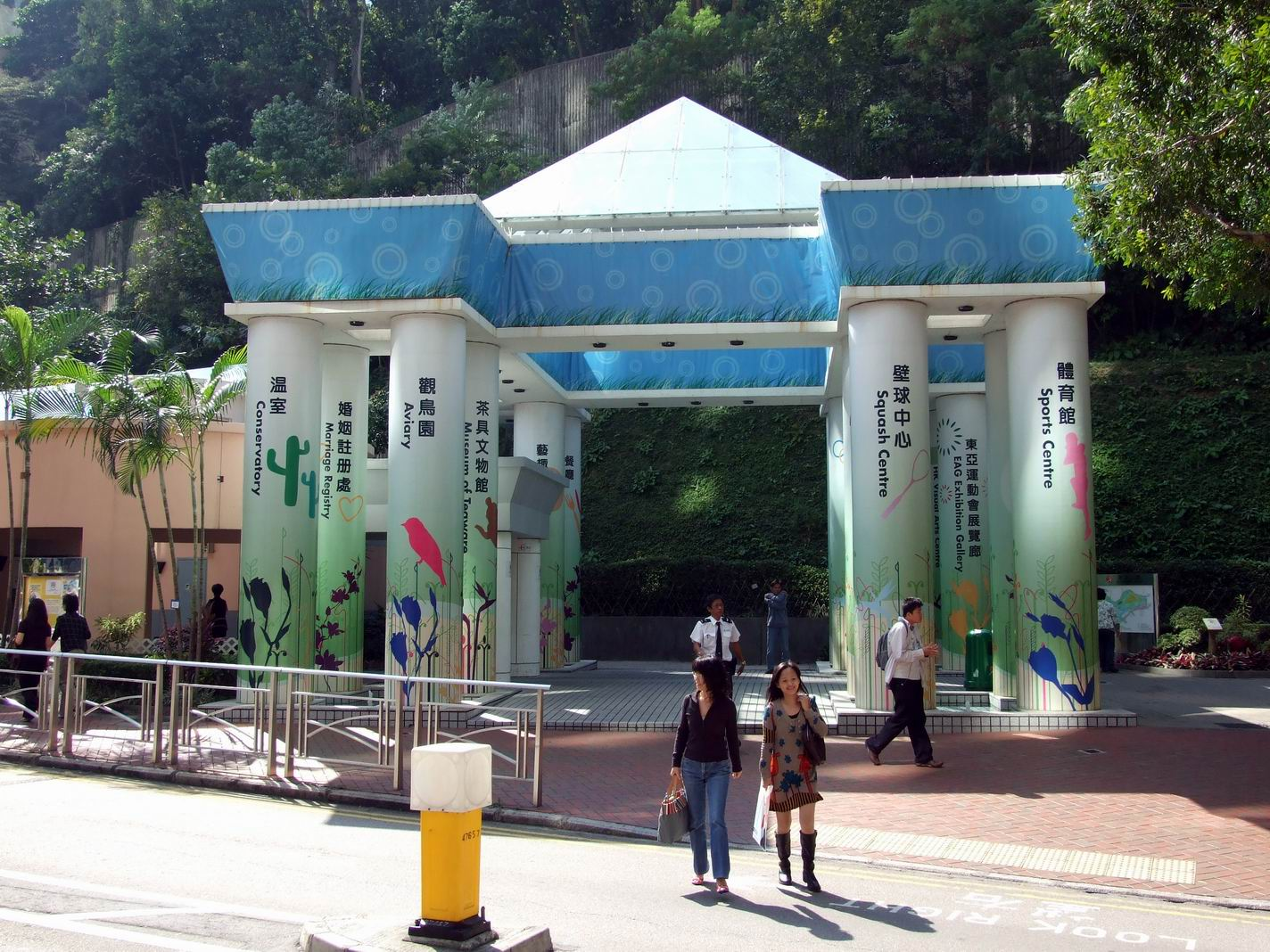
法院道香港公園入口
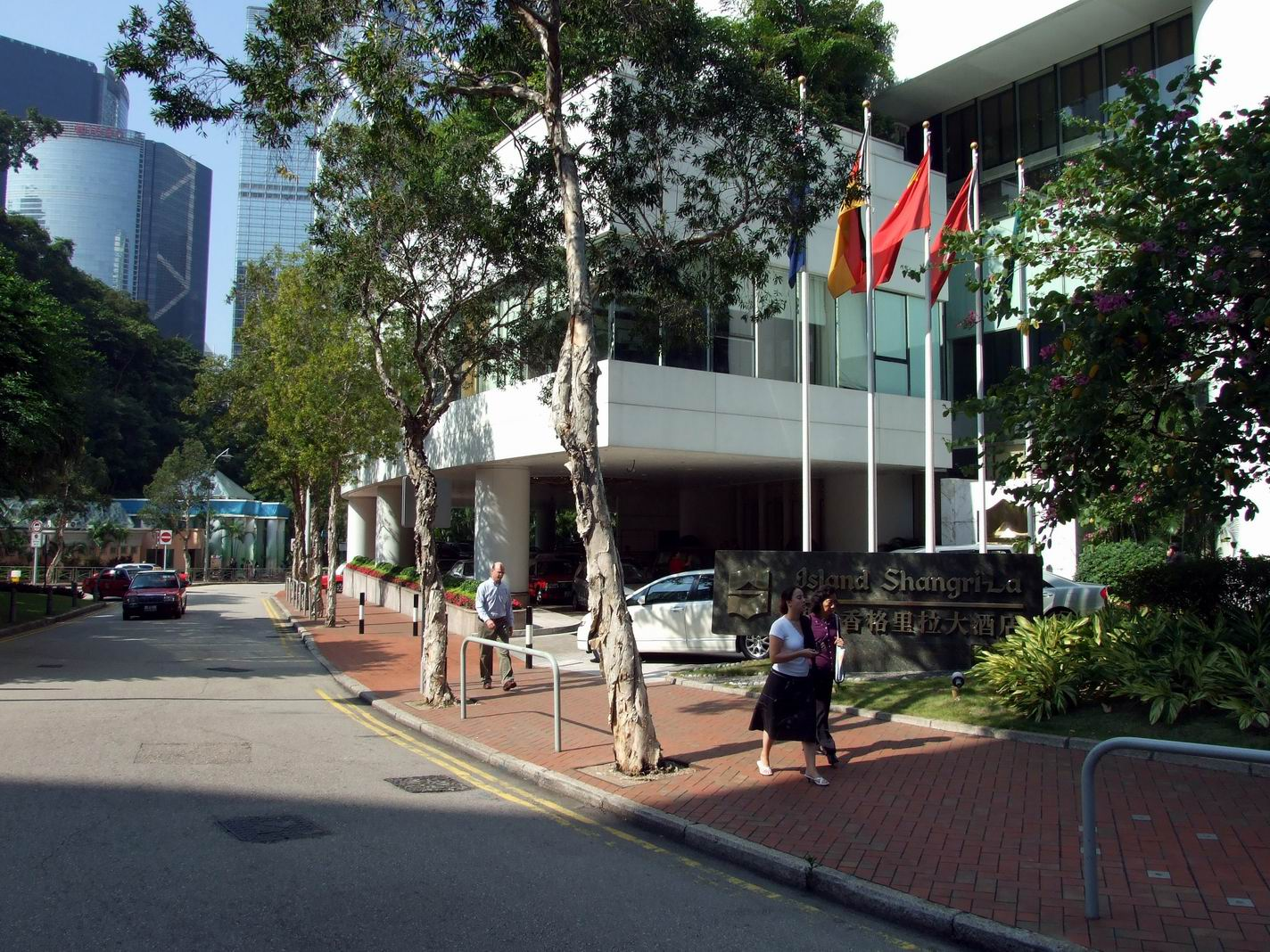
法院道港島香格里拉大酒店
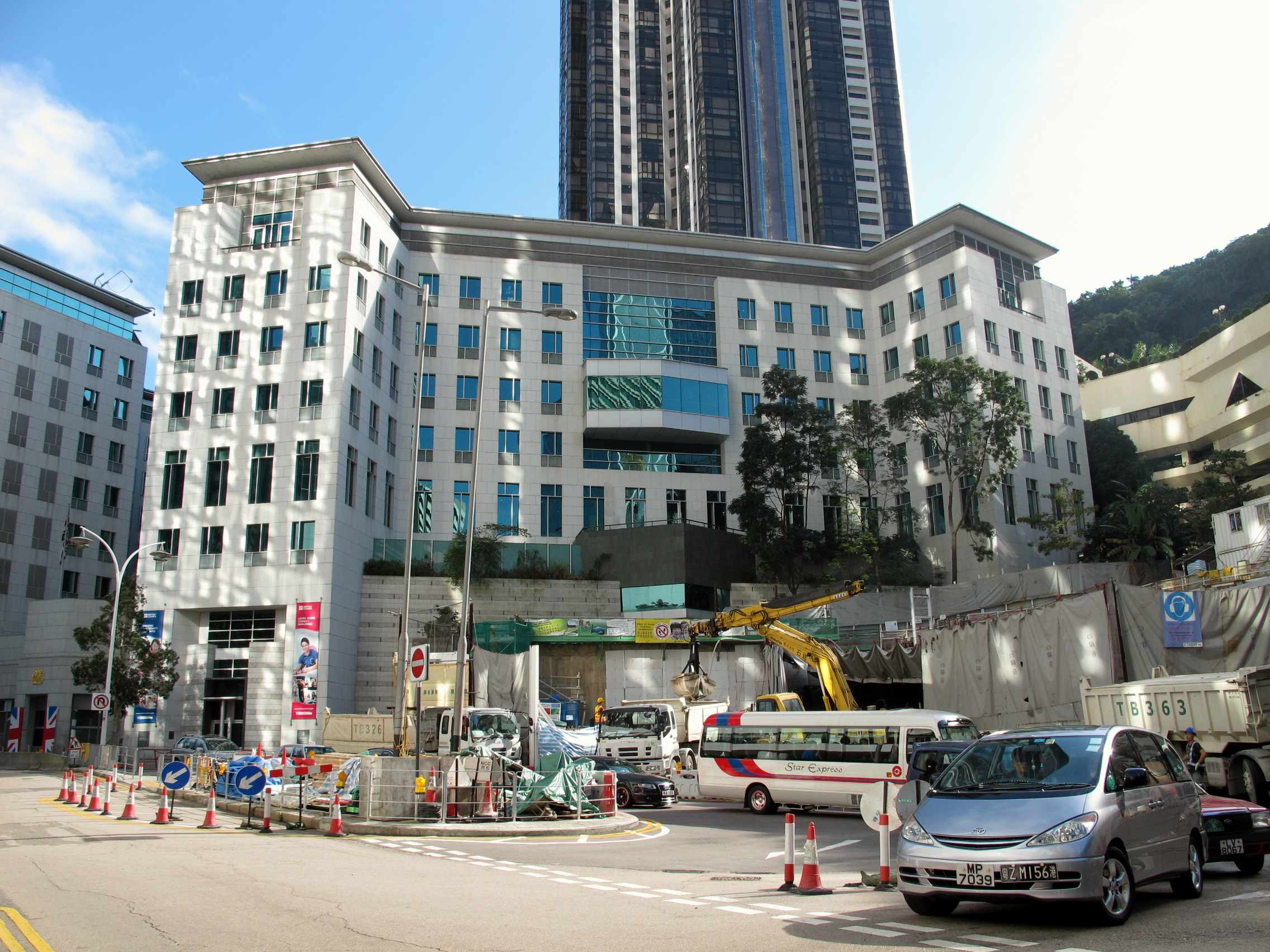
英國文化協會香港辦公室
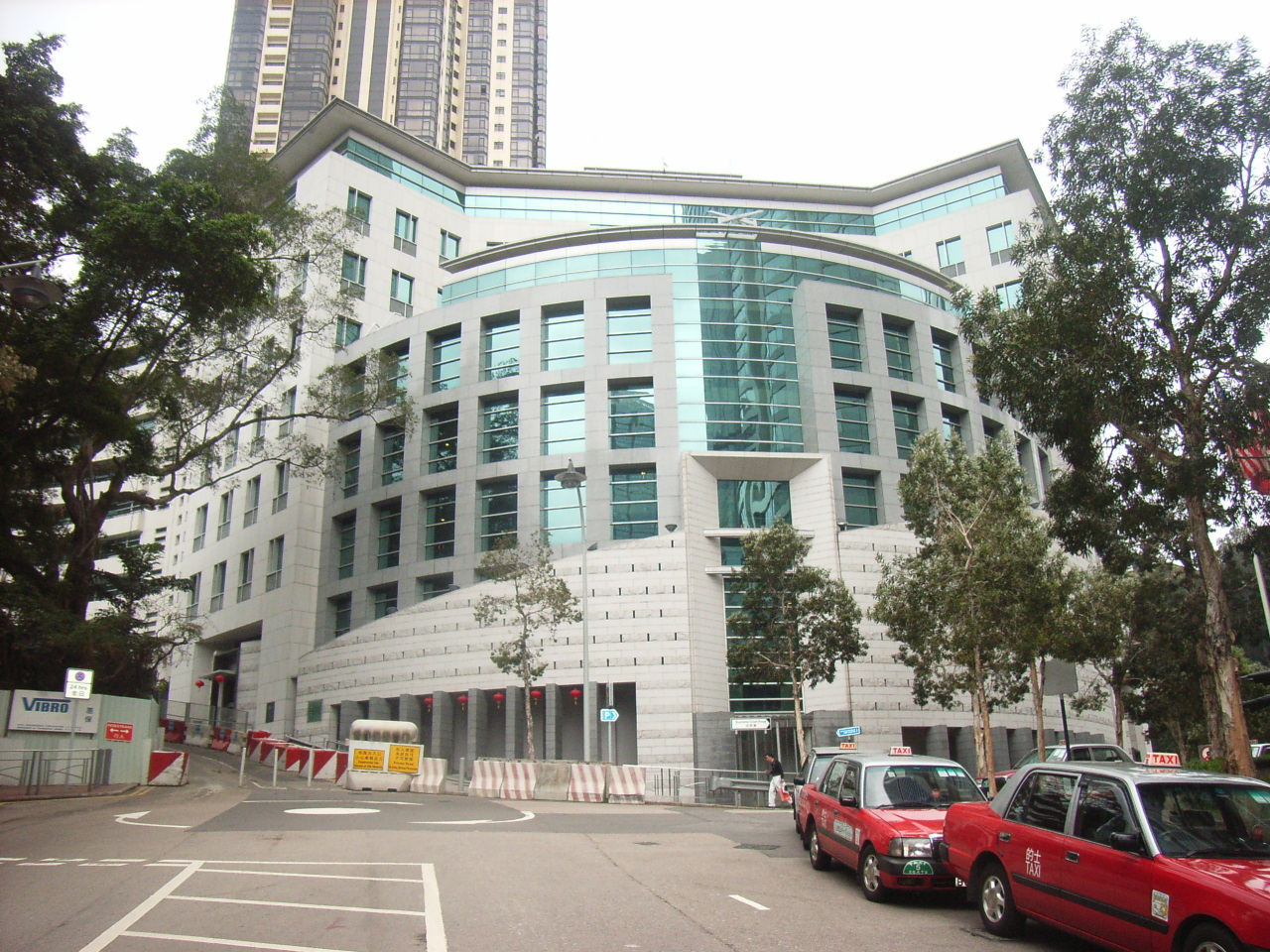
法院道英國駐香港總領事館